# 臂美恵
臂 美恵（ひじ みえ、1954年 - ）は、日本の漫画家。社団法人日本漫画家協会参与。
広島県府中市生まれ。1976年京都精華大学美術学科マンガクラス卒業。1978年『マンガ・トリ』で第7回日本漫画家協会新人賞受賞。1979年佛教大学文学部仏教学科卒業。日本で唯一の仏教漫画家と言われている。

## 著書
- マンガ・トリ（こぐま社刊）
- 仏教マンガ「ブッポウソウ」（佛教大学刊）
- 野仏さんこんにちは（共著・光雲社刊）
- ヌード・クロッキー（自費出版）
- 今が一番しあわせ　－お念仏になつた先生ー（本願寺出版）
- 絵のこころ仏のこころ（本願寺出版）

ほか。